# 安藤百福発明記念館 大阪池田

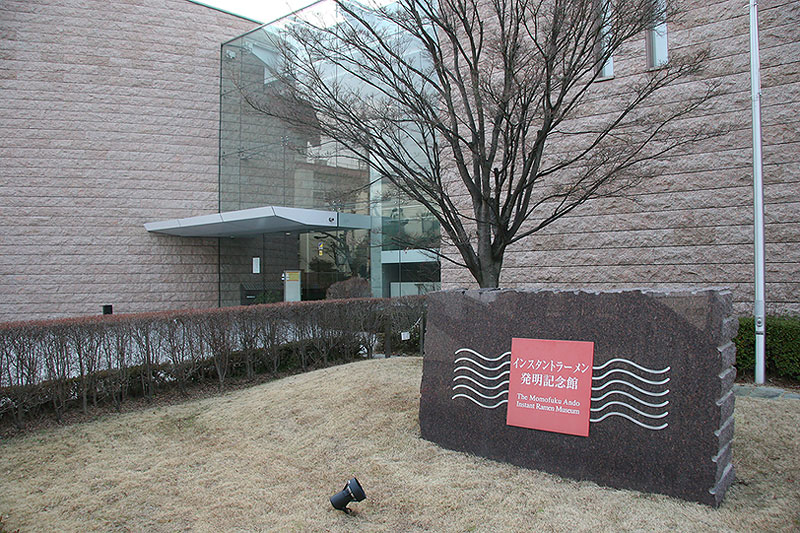
インスタントラーメン発明記念館時代の入口付近

安藤百福発明記念館 大阪池田（あんどうももふく はつめいきねんかん おおさかいけだ、愛称：カップヌードルミュージアム 大阪池田）は、大阪府池田市にあるインスタントラーメンの博物館（企業博物館）。
チキンラーメンを1958年（昭和33年）に開発した日清食品創業者・安藤百福の業績を記念して、1999年（平成11年）、ゆかりある大阪府池田市に建てられた施設である。入館料は無料。管理・運営は日清食品ホールディングス関連団体の公益財団法人安藤スポーツ・食文化振興財団。旧名称は「インスタントラーメン発明記念館」（インスタントラーメンはつめいきねんかん）。

## 設備・展示
当館では、チキンラーメンの開発がなされた安藤百福宅の裏庭にあった研究所の小屋が再現されており、ほかにもインスタントラーメンやカップヌードルの製法と改良の歴史が模型とともに展示されている。世界中で発売されているインスタントラーメンのパッケージの展示もあり、「マイカップヌードル・ファクトリー」では、有料でスープの種類や各種トッピングを自分で選択して、シュリンク包装までなされたオリジナルのカップヌードルを作るコーナーがある。同コーナーは2005年（平成17年）11月18日から2006年（平成18年）8月31日までは「新横浜ラーメン博物館」にも設置され、現在は「安藤百福発明記念館 横浜」にも設置されている。安藤百福が死去した2007年（平成19年）以降は「安藤百福コーナー」が「マイカップヌードル・ファクトリー」の隣に設置されている。
展示用と体験学習用の設備スペースの面積比がおおよそで2対1と、食育と関連付けた学習機会の提供にかなりの比重が置かれており、そのための設備「チキンラーメンファクトリー（2012年6月末日以前は「チキンラーメン手作り体験工房」だったが、同年7月上旬より名称変更）」では、麺生地の小麦粉をこねることから始まって、味付け・製麺の過程を手作りで追体験することができる。有料・要予約で、参加資格は満6歳以上。
2017年（平成29年）9月15日より施設の名称を、神奈川県横浜市中区にある「安藤百福発明記念館」（愛称：カップヌードルミュージアム）と統一し、「安藤百福発明記念館 大阪池田」（愛称：カップヌードルミュージアム 大阪池田）に改称している。

## 歴史
- 1999年（平成11年）11月21日 - 池田市に「インスタントラーメン発明記念館」オープン。
- 2002年（平成14年）11月19日 - ラーメン屋「麺翁百福亭」が当館の近隣にオープン（2008年11月末まで営業）。
- 2004年（平成16年）11月26日 - 拡張新築、展示物の拡充など改装を図る。
- 2006年（平成18年）7月28日 - 入場者数100万人を達成。
- 2008年（平成20年）4月8日 - 『第6回世界ラーメンサミット』が大阪で開催されるのを記念して、当館正面広場に建てられた安藤百福の銅像の除幕式が、元内閣総理大臣・中曽根康弘臨席のもとで行われた。
- 2008年（平成20年）9月17日 - 入場者数200万人を達成。
- 2010年（平成22年）8月23日 - 入場者数300万人を達成。
- 2012年（平成24年）6月6日- 入場者数400万人を達成。
- 2017年（平成29年）9月15日 - 施設の名称を「安藤百福発明記念館 大阪池田」（愛称：カップヌードルミュージアム 大阪池田）に改称[2]。

## 恒例イベント
ラーメン記念日フェスタ
チキンラーメンが1958年（昭和33年）8月25日に発売されたことを記念して、日清食品ホールディングスは、日本において8月25日を「ラーメン記念日」（cf. 8月25日#記念日・年中行事）と定め、毎年の記念日と前後期間に「ラーメン記念日フェスタ」を開催しているが、当館もその一環として無料試食会を始めとする各種イベントを行っている。

## アクセス
鉄道
- 阪急電鉄宝塚本線（■阪急宝塚線） ■池田駅（阪急大阪梅田駅から急行で約20分）下車、満寿美町方面出口から徒歩約5分。

## 特記事項

### 麺翁百福亭
2002年（平成14年）から2008年（平成20年）11月までの期間、百福の名を冠したラーメン屋「麺翁百福亭（めんおう ももふくてい）」が、博多一風堂の代表者・河原成美のプロデュースにより、当館の近隣にて営業していた。これは、もし安藤百福]がインスタントラーメンではなく、お店のラーメンを作っていたとしたらどのようなラーメンを作ったかという仮定のもと、チキンラーメン風味の「百福元味」、カップヌードル風味の「百福新味」などを提供。日清食品と一風堂の共同経営で、安藤百福も同店を訪れた。
2008年（平成20年）12月以降、同店は日清食品の手を離れ、博多一風堂の池田店として現在も同地で営業中である。

### 「安藤百福発明記念館 横浜」
日清食品ホールディングスと安藤スポーツ・食文化振興財団は、2011年（平成23年）9月17日、横浜みなとみらい地区（横浜市中区新港2-3-4）に「安藤百福発明記念館」（愛称：カップヌードルミュージアム）をオープンした。地上5階建て、総床面積約10.000平方メートル。クリエイティブディレクションは、アートディレクターの佐藤可士和が担当。入館料は、大人500円（高校生以下は無料）。開館後一年間で110万人の来館者を迎えるなど人気が高く、日本有数の企業ミュージアムである。2017年9月15日より東西の施設名称を統一するのに伴い、「安藤百福発明記念館 横浜」（愛称：カップヌードルミュージアム 横浜」に改称している。